# Život
Život je oblik postojanja živih bića. S biološkog gledišta život je svojevrsno zbivanje kojim su zahvaćena sva živa bića. Život kao proces sastoji se od mnogobrojnih djelomičnih procesa čije se djelovanje odvija u životnom vijeku jedinke.
Od osobina živih bića koje nežive tvari ne posjeduju, najviše se ističu kompleksni spojevi s ugljikom. Najmanja građevna i funkcionalna osobina živih bića je stanica. Životni uvjeti su voda, zrak, toplina i svjetlost. Život se na Zemlji pojavio prije otprilike 3 milijarde godina. Na Zemlji danas živi više od 300 000 biljnih i više milijuna životinjskih vrsta, uz golem broj izumrlih vrsta.
Život je i filozofski pojam. Najveće filozofsko pitanje što se tiče života jest što je njegov smisao. Znanstvena disciplina koja proučava život u vezi moralnih načela zove se bioetika.
S gledišta biologije, život je karakteristika organizama, koji pokazuju sve ili većinu sljedećih osobina:
- 1. Homeostaza: Označava održavanje stalnih uvjeta u unutarnjoj okolini stanica. Gotovo svi organi i tkiva u tijelu vrše funkcije koje doprinose održavanju ovih stalnih uvjeta.
- 2. Organizacija: Tijelo živih organizama građeno je od od jedne ili više stanica, koje su osnovne jedinice života.
- 3. Metabolizam: Skup kemijskih reakcija koje se odvijaju u živom organizmu, kako bi se održao život. Živa bića trebaju energiju za održavanje interne organizacije (homeostaza) i za proizvodnju drugih procesa vezanih za održavanje na životu.
- 4. Rast: Izgradnja tijela i povećanje volumena tijela.
- 5. Prilagodba: Sposobnost mijenjanja tijekom vremena kao odgovor na promjene u okolišu. Ova sposobnost od temeljne je važnosti za proces evolucije.
- 6. Reagiranje na podražaje: Može biti vrlo raznoliko, od jednostavnih kontrakcija jednostaničnih organizama na vanjske kemikalije, do složenih reakcija koje uključuju sva osjetila višestaničnih organizama.
- 7. Razmnožavanje: Sposobnost proizvodnje novih pojedinačnih organizama, bilo nespolnim putem iz jednog organizma roditelja ili spolnim odnosom dva organizma.

Živa bića se djele na 6 carstava:Životinje, Biljke, Gljive, Praživotinje, Bakterije i Alge.
Dan svetosti života slavi se 25. ožujka.